# MABDA
MABDA ist die offiziell verwendete Abkürzung für arabisch المركز الملكي للبحوث والدراسات الإسلامية, DMG al-Markaz al-Malakī li-l-Buḥūṯ wa-d-Dirāsāt al-Islāmīya ‚Königliches Zentrum für Forschung und Islamwissenschaft‘, englisch The Royal Islamic Strategic Studies Centre / RISSC (siehe Königliches Aal al-Bayt Institut für islamisches Denken). Federführende Kraft des 2007 gegründeten Zentrums ist der jordanische Prinz Ghazi bin Muhammad, ein Cousin des jordanischen Königs Abdullah II.
Das oft unter seiner englischen Bezeichnung „Royal Islamic Strategic Studies Centre“ („Königliche islamische strategische Studienzentrum“) bekannte Zentrum ist mit dem Königlichen Aal al-Bayt Institut für islamisches Denken oder Royal Aal al-Bayt Institute for Islamic Thought (RABIIT, arabisch مؤسسة آل البيت للفكر الإسلامي, DMG Muʾassasat Āl al-Bait li-l-Fikr al-Islāmī) verbunden, ein internationales islamisches Institut oder eine Denkfabrik mit Hauptsitz in Amman, der Hauptstadt des Königreiches Jordanien.
Seit 2009 veröffentlicht es in Zusammenarbeit mit dem Prinz-al-Walid-bin-Talal-Zentrum für muslimisch-christliche Verständigung jährlich eine Liste der "500 einflussreichsten Muslime" der Welt.
Seine seit 2008 erscheinende Publikationsreihe MABDA English Monograph Series enthält wichtige Dokumente zum islamischen interreligiösen Dialog und zum muslimisch-christlichen Dialog (Botschaft aus Amman, Ein gemeinsames Wort zwischen Uns und Euch).